# Equiano (cratère)
Pour les articles homonymes, voir Equiano.
Equiano est le nom d'un cratère d'impact présent sur la surface de Mercure, à 40,2°S et 30,7°O. Son diamètre est de 99 km. Le cratère fut nommé par l'Union astronomique internationale en hommage à l'écrivain britannique d'origine africaine Olaudah Equiano.

## Compléments